# Llanthony
Llanthony (pronúncia em inglês: [ɬænˈtoʊnɪ], em galês:  Llanddewi Nant Honddu) é uma vila situada em Monmouthshire, País de Gales. O lugar também localiza-se no Vale de Ewyas, um profundo e longo vale com origens glaciais dentro das Montanhas Negras, a sete milhas ao norte de Abergavenny e dentro da seção oriental do Brecon Beacons National Park.

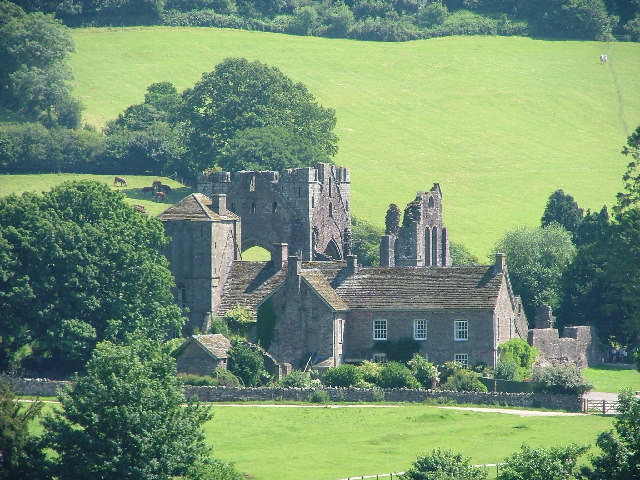
O Monastério de Llanthony.

## Características e história
O Monastério de Llanthony está situado na vila. O Offa's Dyke Path passa por cima do cume que forma a fronteira entre a Inglaterra e o País de Gales. A área é popularmente utilizada para hillwalking, caminhadas, passeios e ciclistas de montanha.

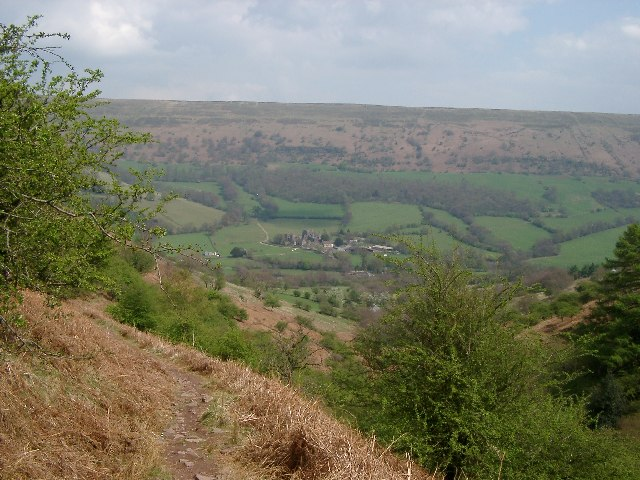
Uma trilha de Llanthony.

## Residentes notáveis
- Reginald "Reg" Gammon (1894-1997), pintor e ilustrador britânico.